# 帝國航空隊 (德國國防軍)
帝國航空隊（德語：Luftflotte Reich）為第二次世界大戰中纳粹德國空軍的部隊。

## 概說
帝國航空隊是第二次世界大戰中德國空軍的主要部隊之一。它於1944年2月5日在柏林萬湖由德國空軍中部司令部（德語：Luftwaffenbefehlshaber Mitte）建成。它的首要任務是在第二次世界大戰對德國的戰略轟炸期間保衛德國領空。
它是唯一擁有大量Me 262和Me 163的德國空軍航空隊之一，截至1945年2月，還部署了140多架火箭飛機。